# بيت جرجا

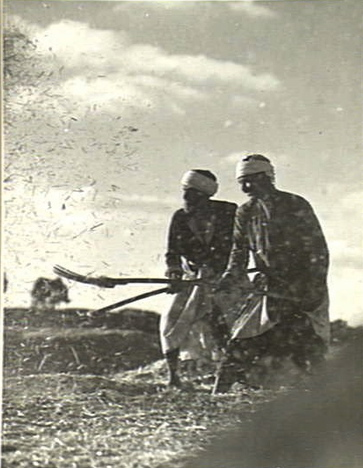
فلاحين من القرية

بيت جرجا قرية فلسطينية كانت تتبع قضاء غزة، هجر الإسرائيليون أهلها خلال حرب 1948م وتم تدميرها بالكامل.

## الجغرافيا

### الموقع
تقع إلى الشمال الشرقي من مدينة غزة، وتبعد عنها 15.5 كم، وترتفع 50 م عن سطح البحر. ومساحة أراضيها تبلغ 8,481 دونم، تحيط بأراضيها أراضي قرى سمسم من الشرق والشرق الجنوبي، ودير سنيد من الجنوب، وبربرة من الشمال، وهربيا من الغرب. بني جامع القرية عام 1835م، وبنيت مدرسة عام 1932، ويتبعها عدة خرب أثرية.

### التسمية
سميت القرية على اسم النبي جرجا، الذي كان له مقام في القرية، في الطرف الغربي من القرية على ضفة وادي العبد. وكما ينسب لها النبي جريس والمقام الذي في القرية يعود له، وينسب إلى هذه البلدة أبو الفضل العباس بن محمد بن الحسن بن قتيبة العسقلاني الجرجي، أحد رواة الحديث المشهورين.

### المساحة
مساحة الأراضي التابعة لبيت جرجا نحو 8.481 دونماً منها 297 دونماً للطرق والأودية والسكك الحديدية، ويوجد فيها مياه جوفية، وكان يزرع فيها الحبوب والخضر والفواكه، ولا سيما الحمضيات، التي غرست في مساحة 532 دونماً.

## السكان
قدر عدد سكانها:
- في عام 1922م 397 نسمة.
- في عام 1945م 940 نسمة.
- في عام 1948م 1090 نسمة.

## احتلال القرية
هدمها الإسرائيليون وشردوا أهلها في 30 أكتوبر 1948 ويبلغ مجموع اللاجئين من هذه القرية في عام 1998م (6696) نسمة. لا يوجد مستوطنات إسرائيلية مبنية على مسطح القرية. يحيط سياج من الأسلاك الشائكة بالموقع، ولم يبق ماثلا للعيان سوى الأزقة والركام. وما زال أحد المنازل قائما في الطرف الشمالي للقرية، مع بعض أشجار الجميز ونبات الصبار.